# Fritz Wilke

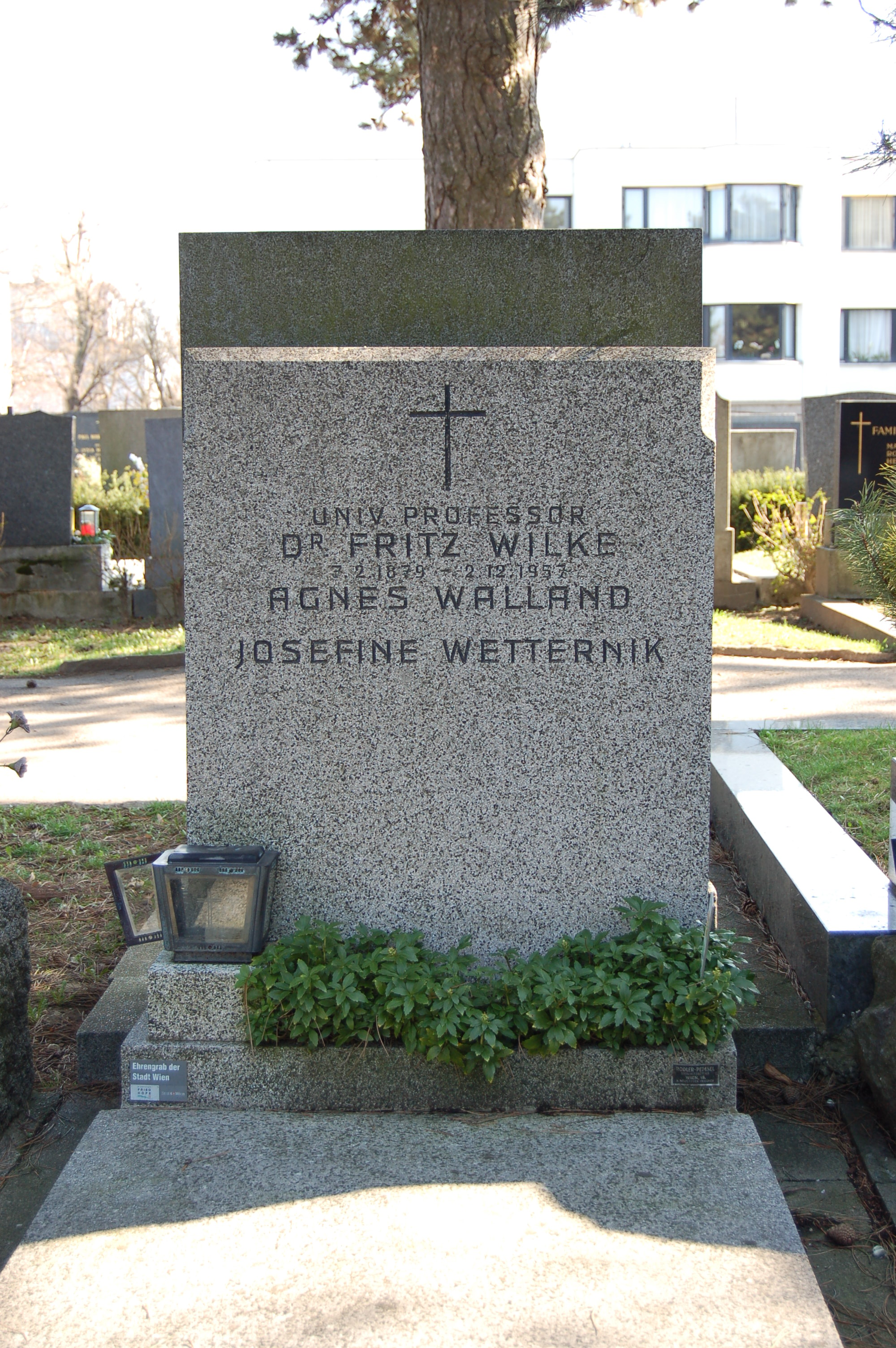
Nagrobek Fritza Wilkego w Neustifter Friedhof

Fritz Wilke (ur. 7 lutego 1879 w Greifenberg in Pommern, zm. 2 grudnia 1957 w Wiedniu) – niemiecki teolog protestancki, wykładowca akademicki, członek NSDAP.

## Działalność naukowa
F. Wilke po zdaniu matury rozpoczął studia teologiczne. Następnie pisał pracę doktorską na temat Starego Testamentu, po czym uzyskał stopień doktora teologii. Poza Starym Testamentem jego specjalnością była archeologia biblijna. W 1910 r. pracował na Uniwersytecie Wiedeńskim, jako profesor z własną katedrą. W 1938 r. wstąpił do NSDAP. Rok później nawiązał współpracę z Instytutem do Badań i Likwidacji żydowskiego wpływu na niemieckie życie kościelne (niem.) Institut zur Erforschung und Beseitigung des jüdischen Einflusses auf das deutsche kirchliche Leben. Po II wojnie światowej został na uczelni w Wiedniu jako profesor honorowy. Po śmierci, w uznaniu dla zasług pochowano go z honorami na cmentarzu Neustifter Friedhof w Neustift am Walde (przedmieście Wiednia).

### Prace
- Die astralmythologische Weltanschauung und das Alte Testament, Gr. Lichterfelde-Berlin 1907,
- Beiträge zur Kenntnis der Gattung Mesembrianthemum, Halle (Saale) 1913,
- Die politische Wirksamkeit der Propheten Israels, Leipzig 1913,
- Zu Bismarcks 100. Geburtstag : Festrede ..., Bielietz 1915,
- Ist der Krieg sittlich berechtigt?, Leipzig 1915,
- Völkerleben und Landesgrenzen, Friedrichsroda 1917,
- Totenehrung : Eine Gedenkrede geh. bei d. Trauerfeier für d. im Weltkriege gefallenen deutschen Studenten im Konzerthaus, Wien 1920,
- Der Sozialismus und das Christentum : Eine Skizze, Berlin-Lichterfelde 1920,
- Die evangelisch-theologische Fakultät in Wien im Zusammenhang ihrer geschichtlichen Voraussetzungen : Festrede, geh. bei d. Hundertjahrfeier d. Fakultät im gr. Festsaale d. Univ. am 7. Juni 1921, Wien ; Breslau : Akademische Verlags 1921,
- Religion und Sozialismus : Festschr. zur hundertjähr. Jubelfeier d. ev.-theol. Fakultät in Wien, Berlin-Lichterfelde 1921,
- Die Hundertjahrfeier der evangelisch-theologischen Fakultät in Wien im Jahre 1921 : Amtl. Festbericht, Wien ; Breslau : Akad. Verlags 1923.

### Opracowania
- Prolingheuer H., Wir sind in die Irre gegangen, Köln 1987.
- Schenk W., Der Jenaer Jesus. Zu Werk und Wirken des völkischen Theologen Walter Grundmann und seiner Kollegen [w]: von Osten-Sacken P. (Hg.), Das mißbrauchte Evangelium. Studien zu Theologie und Praxis der Thüringer Deutschen Christen, Berlin 2002.

### Literatura dodatkowa
- Klee E., Das Personenlexikon zum Dritten Reich, Frankfurt/Main 2003, s. 677.
- Schneider E. E., Univ.-Prof. D. Fritz Wilke zum Gedächtnis, Amt und Gemeinde 9, 1958, 1 f.